# Džihádista John
Mohammed Emwazi (arabsky محمد إموازي‎ Muḥammad Imwází; celým rodným jménem Muhammad Jassim Abdulkarim Olayan al-Dhafiri,, arabsky محمد جاسم عبد الكريم عليان الظفيري‎ Muḥammad Džásim ʿAbd al-Karím ʿAlaján aẓ-Ẓafírí; médii přezdívaný džihádista John) byl příslušník teroristického Islámského státu, který v roce 2014 zavraždil několik zahraničních rukojmí a syrských vládních vojáků. Vraždy byly natáčeny k propagandistickým účelům. Jeho identita nebyla známa do února 2015, kdy ho poznal jeho přítel z Velké Británie. Dne 12. listopadu 2015 byl zabit při útoku amerického bezpilotního letadla.

## Životopis

### Rodina a vzdělání
Jeho otcem byl Jasem Emwazi a jeho matka Ghaneja Emwaziová. Narodil se 17. srpna 1988 v Kuvajtu do rodiny iráckých Bidunů. V 6 letech se přestěhovali (resp. uprchli) s rodinou do Velké Británie do North Kensingtonu v Londýně, protože otec, který pracoval jako policista, se přidal při invazi Iráku do Kuvajtu na stranu invazních jednotek. V Londýně Mohammed vychodil základní školu a střední školu Quintin Kynaston Community Academy. V roce 2006 začal navštěvovat Westminsterskou univerzitu, kde vystudoval obor Informační systémy a obchodní management. Promoval v roce 2009.

### Vývoj radikálního názoru
Podle jeho přátel Mohammed navštěvoval mešitu v Greenwichi. Radikální názory začal přijímat během studií na univerzitě, kde se stýkal s Bilalem al-Berjawím, známým britským islamistou zabitým později, v roce 2012, v Somálsku bezpilotním letadlem.
V srpnu 2009, krátce po studiích, jel do Tanzanie, podle něj na safari. Na letiště v Dáresalámu ale přiletěl se svými dvěma přáteli úplně opilý. Kromě něho to byl Brit Ally Adorus v současnosti (2015) vězněný v Etiopii za terorismus a Němec Marcel Schrödel, který je údajně znám německé tajné službě. Podle imigračního komisaře Abdullaha Khamise Abdullaha si už kapitán letadla stěžoval místním úředníkům na chování trojice. Proto byli podle vyjádření tanzanského ministra vnitra Mathiase Chikawe zadrženi a umístěni na noc na celu, aby vystřízlivěli, a ráno vyhoštěni a posláni prvním letadlem do Amsterdamu. Mohammed ale tvrdil, že ho ten večer vyslýchali a ohrožovali zbraní a vyhostili na žádost britské tajné služby. Podle něj ho pak v Amsterdamu vyhledal agent MI5 a obvinil ho, že se při cestě do Tanzanie chtěl v Somálsku připojit k povstaleckému hnutí aš-Šabáb. Chtěl ho prý naverbovat do řad MI5.
Pár měsíců nato v září 2009 se přestěhoval a v Kuvajtu pracoval jako programátor. Od té doby se dvakrát vrátil do Londýna, podruhé kvůli dokladům pro svatbu s kuvajtskou ženou. V červenci 2010 se nemohl vrátit kvůli propadlým vízům. V červenci 2010 ho ale zadržela britská policie a neumožnila mu vycestovat zpět. Nakonec se ale dostal za nejasných okolností do Sýrie. Má se zato, že v roce 2012 nebo 2013.

### Kat Islámského státu
Mohammed Emwazi, přezdívaný „džihádista John“, byl v letech 2014 až 2015 katem Islámského státu. Mezi jeho oběťmi byli James Foley, Steven Sotloff, David Haines, Alan Henning, Peter Kassig, Haruna Yukawa a Kenji Goto Jogo, ale také 21 syrských vojáků.
Vraždy provázela videa vystavovaná Islámským státem na internet. Džihádista John mluvil bezchybnou britskou angličtinou. Po jeho identitě pátraly FBI i britské úřady a objevily se například zprávy, že jde o Abdel-Majeda Abdela Baryho, v minulosti rappera a později militantního islamistu. Skutečná identita byla ale rozkryta až na začátku roku 2015.

### Mučení a sadismus
Podle výpovědí lidí, kteří se dostali ze zajetí a setkali se s Džihádistou Johnem, si liboval nejen v bití zajatých obětí, ale i v psychickém týrání. Michael Weiss, spoluautor knihy ISIS: Inside the Army of Terror, přirovnal na základě těchto výpovědí Johnovo libování v sadismu k chování hlavních hrdinů Kubrickova Mechanického pomeranče. Takové jednání s rukojmími podle Weisse dotváří obraz, jakým způsobem Islámský stát zachází s lidmi.
Dánský fotograf Daniel Rye, který se dostal díky zaplacení vysokého výkupného svými příbuznými na svobodu, například vypověděl, že s ním John tančil tango, poté ho bil a nakonec mu vyhrožoval, že mu kleštěmi uštípne nos.
| „                                               | Vybral si mě a musel jsem s ním tančit tango. John a já. Koukal jsem při tom do země. Bál jsem se, že mě zmlátí. Vedl mě napříč vězením. Najednou se změnil, zatlačil mě k zemi. Pak mě začal kopat a mlátit. Zakončil to výhrůžkami, že mi ustřihne nos kleštěmi. | “ |
| — Daniel Rye, jeden ze zajatců Džihádisty Johna | |   |

### Rozkrytí identity
Na konci února 2015 došlo k rozkrytí jeho identity, když ho poznal jeden z jeho londýnských přátel a informace předal deníku The Washington Post. Ten jeho jméno nezveřejnil. Identitu potvrdili i další lidé, kteří Mohammeda znali osobně.
1. března 2015 uvedl otec džihádisty Johna u výslechu v Kuvajtu, že svého syna spolu s jeho ženou poznali už na videu z první vraždy. Matka jen plakala a křičela, že je to její syn. Byla v šoku. Úřadům ale nic neoznámili. Otec uvedl, že jeho syn je pobožný, nenávidí Západ a má pocit, že ho Západ zneužil. Americké a britské služby, podle nepotvrzených zpráv, znaly identitu vraha už v září 2014. Mohammed se rodičům podle nich ozval naposledy v roce 2013 z Turecka a řekl jim, že jede do Sýrie jako humanitární pracovník.
Na další nahrávce z léta 2015 džihádista John pohrozil, že se s chalífou vrátí do Anglie a bude dál stínat hlavy nevěřícím. V nahrávce poprvé ukázal svou tvář a řekl své občanské jméno.

## Smrt
Večer 12. listopadu 2015 byl zabit při operaci britského komanda SAS zakončené útokem amerického bezpilotního letadla.
11. listopadu v noci začala přísně tajná pozemní operace jednotek SAS, při které přeletěly těsně nad terénem dvě helikoptéry syrské hranice a v odlehlé poušti vysadily osm elitních vojáků. Ti pronikli pomocí bugin hluboko na území nepřítele 8 kilometrů od syrské Rakky, která bylo de facto hlavním městem Islámského státu, a tam se ještě před úsvitem zamaskovali. 12. listopadu večer vypustili první půlkilový nano-vrtulník s infrakamerou a nočním viděním. Ten podle naprogramování doletěl do Rakky do rezidenční čtvrti a lokalizoval šestipatrový činžák, kde se Emwazi ukrýval. U domu se přepnul do sledovacího módu, při kterém se jen vznášel a kamerou zprostředkovával dění uvnitř. Vysílačky komanda signál přeposílaly na velitelství SAS v britském Herefordu a na americké vojenské velitelství v katarském Dauhá. Když se helikoptéře vybila baterie, nahradila ji druhá a další hodiny sledovala dění v domě, kde se stále nic neobvyklého nedělo. Třetí, poslední ze zasahujících helikoptér, nakonec Emwaziho zaměřila a Američané rychle zareagovali. Nedaleko operoval jejich dron typu Reaper vybavený raketami Hellfire, který okamžitě přesměrovali k místu. Vypuštěné rakety zasáhly cíl a Emwazi, vrah a mučitel mnoha obětí, tak zemřel.